# Cairn India
Cairn India é uma companhia petrolífera sediada em Gurmaon, Índia.

## História
A companhia foi estabelecida em 2007.